# Douctouyre
A Douctouyre folyó Franciaország területén, a Hers-Vif bal oldali mellékfolyója.

## Földrajzi adatok
Ariège megyében ered a Pireneusokban 1 400 m magasan, és Rieucros-nál torkollik a Hers-Vif-be. Az átlagos vízhozama 1,75 m³ másodpercenként, hossza 42 km. A vízgyűjtő terület nagysága 161 km².  

## Megyék és városok a folyó mentén
- Ariège: Péreille és Rieucros.